# Józef Jan Perot Juanmartí
Józef Jan Perot Juanmartí (ur. 1 lipca 1877 w Tuluzie; zm. 13 sierpnia 1936 w Pallars Jussà) – Błogosławiony Kościoła katolickiego.

## Życiorys
Pochodził z religijnej rodziny. Został księdzem. W czasie wojny domowej w Hiszpanii został zamordowany.
W dniu 29 października 2005 roku został beatyfikowany przez Benedykta XVI.